# Prix Acfas Jacques-Rousseau
Pour un article plus général, voir Acfas.
Le Prix Acfas Jacques-Rousseau est une distinction remise, au sein de la francophonie canadienne, par l'Acfas. Il souligne les réalisations scientifiques exceptionnelles d'une chercheuse ou d'un chercheur qui a largement dépassé son domaine de spécialisation et qui a établi des ponts novateurs entre différentes disciplines. Il a été créé en 1980 en l'honneur de Jacques Rousseau, ethnobotaniste et initiateur du congrès de l’Acfas qui se tiendra pour une première fois en 1933. 

## Lauréats
- 1981 : Louis Berlinguet, biochimie, Université Laval
- 1982 : Gilles Paquet, économie, Université d'Ottawa
- 1983 : Larkin Kerwin, physique, Conseil national de recherches Canada
- 1984 : Fernand Dumont, sociologie, Université Laval
- 1985 : Gérard Bouchard, histoire, Université du Québec à Chicoutimi
- 1986 : Fernand Roberge, génie biomédical, Polytechnique Montréal
- 1987 : Michael Florian, informatique et recherche opérationnelle, Université de Montréal
- 1988 : André Roch Lecours, médecine, Université de Montréal
- 1989 : Henri Dorion, géographie et toponymie, Université Laval et Musée de la civilisation
- 1990 : Paul Brazeau, neuroendocrinologie, Université de Montréal
- 1991 : Jean-Charles Chebat, sciences administratives, Université du Québec à Montréal
- 1992 : Ferdinand Bonn, géomatique appliquée, Université de Sherbrooke
- 1993 : Karen Messing, sciences biologiques, Université du Québec à Montréal
- 1994 : Régine Robin, sociologie, Université du Québec à Montréal
- 1995 : Albert S. Bregman, psychologie, Université McGill
- 1998 : Rodolphe De Koninck, géographie, Université Laval
- 1999 : Gilbert Laporte (en), recherche opérationnelle, HEC Montréal
- 2000 : Michel Laroche, marketing, Université Concordia
- 2001 : Normand Séguin, sciences humaines, Université du Québec à Trois-Rivières
- 2002 : Richard E. Tremblay, psychologie, Université de Montréal
- 2003 : Leon Glass (en), physiologie, Université McGill
- 2004 : Non remis
- 2005 : Non remis
- 2006 : Non remis
- 2007 : Yves Gingras, histoire et sociologie, Université du Québec à Montréal
- 2008 : Pierre Hansen, mathématique et gestion, HEC Montréal
- 2009 : Isabelle Peretz, neuroscience et musique, Université de Montréal
- 2010 : Louise Vandelac, sociologie et environnement, Université du Québec à Montréal
- 2011 : Bartha Maria Knoppers, éthique et biotechnologies, Université McGill
- 2012 : Mohamad Sawan (en), bionique implantable, Polytechnique Montréal
- 2013 : Yves De Koninck, sciences physiques et biomédicales, Université Laval
- 2014 : Sylvain Martel, médecine et sciences des matériaux, Polytechnique Montréal
- 2015 : Carl-Éric Aubin, ingénierie et sciences biomédicales, Polytechnique Montréal[3]
- 2016 : André-Pierre Contandriopoulos, santé publique, Université de Montréal[4]
- 2017 : Angelo Tremblay, santé et obésité, Université Laval[5]
- 2018 : Sonia Lupien, neurosciences et sciences sociales, Université de Montréal[6]
- 2019 - Roger Lecomte, physique et imagerie biomédicales, Université de Sherbrooke[7]
- 2020 - Hugo Asselin, études autochtones, Université du Québec en Abitibi-Témiscamingue[8]
- 2021 - Gilles Comeau, musique, Université d'Ottawa[9]
- 2022 - Catherine Beaudry[10], économie et génie des systèmes, Polytechnique Montréal
- 2023 - Alain Cuerrier[11], ethnobotanique, Université de Montréal
- 2024 - Caroline Duchaine[12], biochimie et microbiologie, Université Laval